# 山内龍雄
山内龍雄（やまうち たつお、1950年 -2013年 ）は、日本の画家。北海道上尾幌生まれ。

## 人物
21歳から独学で画を描き出す。特に油彩画に関しては、キャンバスを自分で作った道具を使って紙のようになるまで薄く削る方法を編み出し、過去に全く前例のない独自のマチエールを作り出した。その画は、油彩画の本場であるヨーロッパで「新しい絵画様式が日本から生まれた」と評価された。
1984年に釧路で山内の絵に惚れ込んだ須藤一實と出会い、当時、銀座の画廊に勤めていた須藤は、1988年に独立し、山内の作品を紹介するためだけの画廊、ギャラリー・タイムを設立する。以降、山内から描きだされた全ての画は、須藤を通して世の中に出ることになる。山内は画を描くためだけに生き、須藤は、山内の制作と生活を支え続けた。そんな山内と須藤の画家と画商の二人三脚の関係は、山内が亡くなる2013年まで続いた。
2007年からは海外での展覧会をしている。オーストリア、ドイツ、台湾で個展を開催した。
2013年、アトリエで死去。2016年に須藤によって山内龍雄芸術館が神奈川県藤沢市にできる。

## 年譜
- 1950年	北海道　厚岸町上尾幌に生まれる
- 1971年	初めて筆をとる
- 1984年	須藤一實と出会う
- 1988年	須藤との二人三脚が始まる
山内龍雄を紹介するための画廊　ギャラリー・タイム設立
ギャラリー・タイム主催で初めての山内展を銀座で開催 以降、毎年開催
- 1990年	ギャラリー・タイムより「山内龍雄画集」発行
- 1992年	代表作「老賢者と少年」ができる
- 1993年	NICAFに出展　(97年、99年も同展に出展)
- 2000年	ギャラリー・タイム　山内作品の常設画廊を銀座8丁目に開廊
- 2006年	ギャラリー・タイム　銀座2丁目並木通りに移転
- 2007年 ギャラリー・タイムより「YAMAUCHI Tatsuo」画集を発行
アートマークギャラリー(オーストリア・ウィーン)で山内龍雄展　開催
- 2008年	ミューワ美術館(オーストリア・グラーツ)で山内龍雄展　開催
芸術家協会(ドイツ・インゴルスタット)で山内龍雄展　開催
- 2009年	学学文創志業大楼(台湾・台北)で山内龍雄展　開催
ギャラリー・タイム　京橋2丁目に移転
- 2010年	芸術家協会(オーストリア・ザールフェルデン)で山内龍雄展　開催
- 2013年	釧路市内の自宅アトリエにて逝去
- 2014年	ギャラリー・タイムより　冊子「山内龍雄」発行
軽井沢現代美術館(長野県)にて追悼展　開催
- 2015年	ギャラリー・タイム　神奈川県藤沢市に移転
長野県東御市の梅野記念絵画館にて回顧展開催
- 2016年	神奈川県藤沢市に山内龍雄芸術館開館